# Corbetta
Corbetta é uma comuna italiana da região da Lombardia, província de Milão, com cerca de 13 678 habitantes. Estende-se por uma área de 18 km², tendo uma densidade populacional de 760 hab/km². Faz fronteira com Arluno, Santo Stefano Ticino, Vittuone, Magenta, Cisliano, Robecco sul Naviglio, Albairate, Cassinetta di Lugagnano.
As origens da cidade remontam à época celta entre os séculos VII e VI a.C., período em que os artefatos mais antigos foram encontrados no território da cidade.[carece de fontes?] Através do seu papel de capopieve, foi, durante séculos, um ponto de força religioso fundamental para o desenvolvimento do cristianismo na região desde tempos antigos.[carece de fontes?]